# イオンタウン大垣
イオンタウン大垣（イオンタウンおおがき）は岐阜県大垣市三塚町丹瀬にあるショッピングセンターである。

## 概要

### 施設概要
2005年（平成17年）7月29日に開業した「ロックシティ大垣ショッピングセンター」として開業したエンクローズドモール形式のショッピングセンターで、大垣駅東方約1㎞に位置している。
店舗面積は約26,263 m2で、開業時点では「マックスバリュ大垣東店」を核店舗に80店が出店していた。
この、「マックスバリュ大垣東店」は開業時点では「イオン」の直営で核店舗とされていたが、店舗面積は約3,056 m2でショッピングセンター全体の約26,263 m2で約12%で、初年度売上目標でもショッピングセンター全体の130億円に対して23億円と約18%となっており、当施設の中でそれ程大きな位置を占めるものではなかった。
この他の有力な専門店として、開業時点ではスポーツ用品のスポーツオーソリティや100円ショップのザ・ダイソー、家電量販店のエイデン（現・エディオン）が出店していた。
また、当施設は狭義の「ロックシティ大垣ショッピングセンター」に加えてシネマコンプレックスなどの「大垣コロナワールド」などが設置されている。
なお、当店を運営していた「ロック開発」は、2011年（平成23年）11月20日付でイオンが折半出資していた大和ハウス工業が保有する全株式を取得して完全子会社化し、翌日の11月21日付で「イオンタウン」に社名変更することになった。
それに伴い、当施設も「イオンタウン大垣」に名称を変更している。

### 施設の所有権・信託受益権
当施設の土地は「帝国繊維」が所有しており、商業施設（店舗）部分については「ロック開発」、スポーツ施設部分については「ダイヤモンドリース」、娯楽施設部分については「コロナ」が個別に土地の賃貸借契約を結んで使用する形となっている。
このうちの商業施設部分の建物所有権及び事業用定期借地権を信託する信託受益権は、2006年（平成18年）7月にセンチュリー・リーシング・システムから日本リテールファンド投資法人に譲渡された後、2014年（平成26年）3月24日、三井住友ファイナンス&リースに再度譲渡されている。

## 開業までの当地の歴史
この大垣市三塚町には、大阪の繊維商社「田村駒」の子会社である「太陽レーヨン株式会社」が1937年（昭和12年）にスフ専門工場として建設した大垣工場が、第2次世界大戦前後に進められた企業整理の一環とした「帝国繊維株式会社大垣工場」が立地していた。
その帝国繊維が所有する「テイセン大垣ショッピングセンター」に入居していた「（初代）ジャスコ大垣店」は、賃貸借契約の満了により2004年（平成16年）4月に閉店し、23年間の営業を終えた。
なお、この「テイセン大垣ショッピングセンター」に入居していた「（初代）ジャスコ大垣店」は、「ジャスコシティ大垣ショッピングセンター」とも呼ばれていた。
この「（初代）ジャスコ大垣店」の再開発の際に隣接して操業を継続していた「帝国繊維大垣工場」の残りの部分も合わせて再開発することになり、2004年（平成16年）7月に閉鎖されることになった。
この再開発に際しては商業施設（店舗）部分については「ロック開発」、スポーツ施設部分については「ダイヤモンドリース」、娯楽施設部分については「コロナ」が「帝国繊維」と土地の賃貸借契約を結んで使用する形となっている。
なお、2007年（平成19年）4月27日に開業した「イオン大垣ショッピングセンター（現：イオンモール大垣）」内に「（2代目）ジャスコ大垣店」が核店舗として出店している。
2005年（平成17年）7月26日にロックシティ大垣ショッピングセンターとして開業。ロックシティはロックタウンより大規模なものという意味で名づけられる。

## 競合状況
当店の開業を皮切りに、大垣駅東方約2.5㎞には2006年（平成18年）11月25日に平和堂東海（平和堂グループ）が同年1月末に閉店した「グランドタマコシ鶴見店」の跡地に直営店を核店舗に74店が出店しているショッピングセンター「アル・プラザ鶴見」を開業しており、売上目標でも約110億円と当店の約130億円とほぼ同規模の競合相手が出現した。
さらに、2007年（平成19年）には、4月27日に同じイオングループの「（2代目）ジャスコ大垣店」を核店舗に125店が出店するモール型ショッピングセンター「イオン大垣ショッピングセンター（現・イオンモール大垣）」が開業したのに続いて、10月27日にユニーが「アピタ大垣店」を核店舗に135店が出店しているモール型ショッピングセンター「アクアウォーク大垣」を大垣駅北口に駅舎と通路で連結する形で開業した。
そのため、当店のある人口約14.8万人の大垣市は競合する大型商業施設がひしめいて十分な商圏を確保出来ない状況となっており、過当競争との指摘がなされる状況になっている。

## 営業時間
年中無休。大半の店舗は、10時頃に開店し、20時 - 22時ころに閉店する。マックスバリュは24時間営業。

## 交通アクセス
- 名阪近鉄バス
  - 大垣駅より「ソフトピアジャパン」行きで「東小前」バス停または「三塚町」バス停下車、徒歩で約3分。（一部の便は、イオンタウン大垣内の「イオンタウン」バス停に乗り入れる。）